# FAMAS突擊步槍
FAMAS（意為「由圣-艾蒂安生产的轻型自动步枪」）是一款由陸軍工業集團生產，法国軍隊裝備的制式突擊步槍，亦是著名的犢牛式步槍之一。

## 歷史
保羅·泰利（Paul Tellie）將軍在1967年開始設計FAMAS，1971推出原型槍。法國軍隊在1972年開始測試及評估FAMAS，最終在1978年採納其為制式突擊步槍。初時因FAMAS未能及時投產，法軍一度需要採用由馬努漢授權生產的SIG SG 540突擊步槍作應急措施。FAMAS F1成為制式步槍後大量取代舊有的MAS-49半自動步槍和MAT-49衝鋒槍。
1994年，GIAT推出了新的FAMAS G2，法國海軍在1995年亦引進了20,000把G2。而法國陸軍及法國外籍兵團則至今仍然使用F1。
2016年10月，法國軍隊宣佈將會採用HK416F為新型制式步槍，並會逐步取代FAMAS。
2017年5月3日，法國防務採購局（DGA）為法國陸軍採購的首批400把HK416F突擊步槍（「F」代表法國），已於3日正式到貨。最終將會替代掉目前法國陸軍裝備的主力——FAMAS犢牛式突擊步槍。根據法國有關協議，H&K要在2019年之前為法國陸軍提供10萬2,000把突擊步槍與1萬多具榴彈發射器（HK269F），還有15年的維護合約。

## 設計

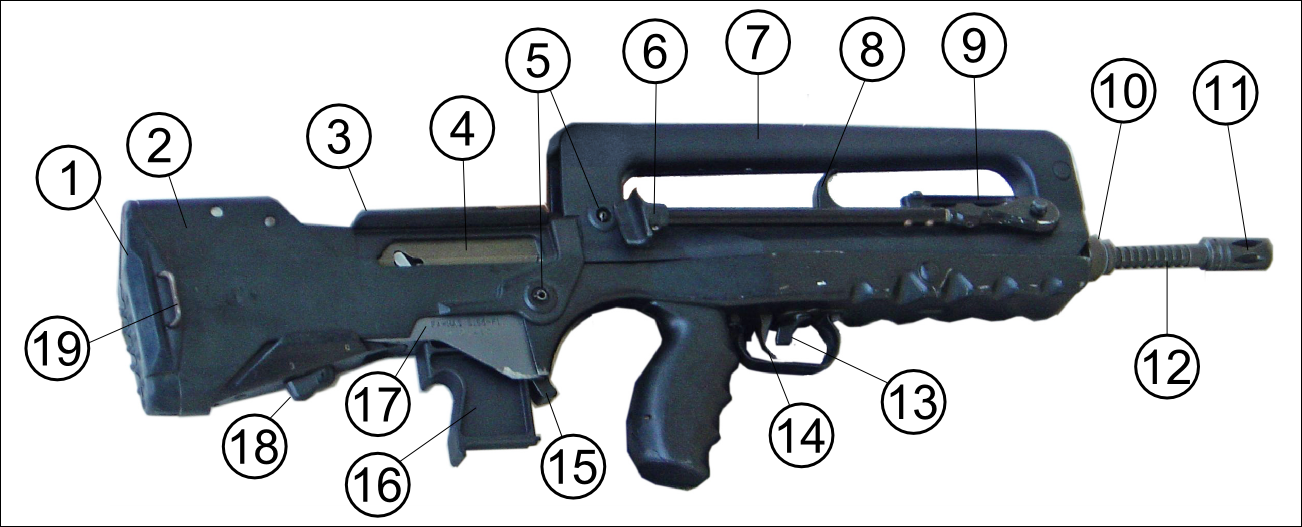
1.橡膠底板
2.可拆式槍托
3.貼腮板，可相反安裝以便左撇子射手
4.退殼口
5.機匣鎖定梢
6.兩腳架
7.護木頂部的提把
8.拉機柄
9.槍榴彈瞄準具
10.槍榴彈支撐裝置
11.制退器
12.槍管
13.射擊模式選擇鈕：
（安全，半自動，全自動）
14.扳機
15.彈匣釋放鈕
16.彈匣
17.步槍編號
18.三發點放或全自動選擇鈕（右邊）
19.背帶環（左邊）

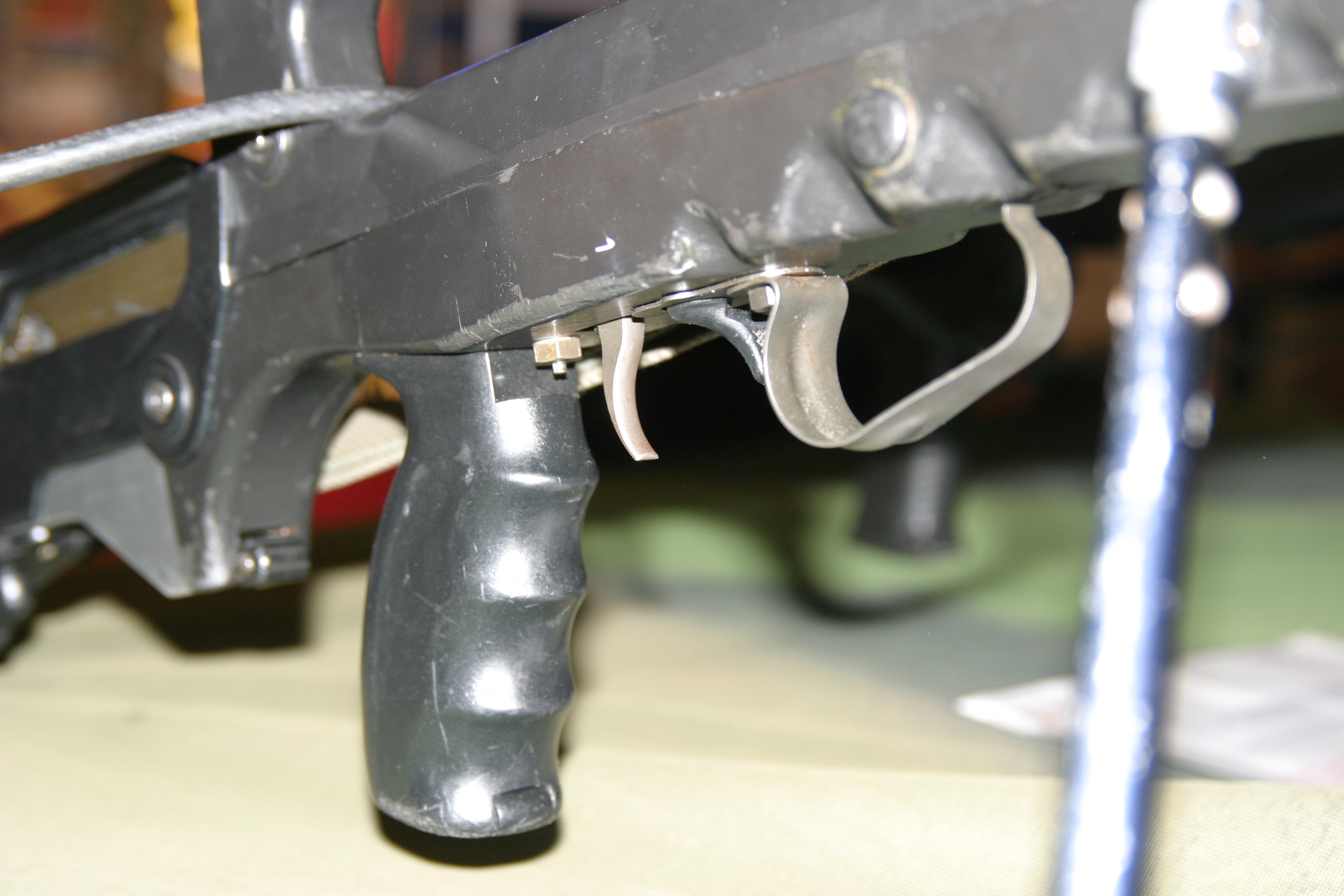
FAMAS的扳機護環開放狀態，戴手套時也可操作

FAMAS突擊步槍採用犢牛式設計，彈匣置於扳機的後方，特製鋁合金製成的機匣以玻璃纖維的外殼覆蓋著。其拉機柄位於固定式大提把裡面，沒有空倉掛機功能。其覘孔式後照門位於提把上方，若需要加裝瞄準鏡，用戶必須在提把裝上導軌適配器。與當代大部份突擊步槍不同的是，該槍與同樣由法國研製的AA-52通用機槍一樣皆運用了由匈牙利人帕爾·基拉利（Pál Király）設計的槓桿延遲反衝式（Lever-Delayed Blowback）運作原理，射速也比其他突擊步槍要高。射擊選擇桿設置在扳機護環裡面，有全自動、單發及安全三種模式，彈匣後方則設有另一個選擇桿讓射手可選擇三發點放模式或全自動模式。
FAMAS F1重4.2公斤，採用法國制25發直彈匣供彈。後來推出的G2重3.8公斤，並為了適應北約制式SS109步槍彈而改用30發STANAG彈匣供彈，這樣有利於增加G2在國際市場上的競爭能力。FAMAS F1和G2都裝有一對位於護木兩邊的兩腳架，有利於射手在臥著射擊時提高射擊精度。握把底部有一活门，裡面存放着装润滑液的塑料瓶。
值得注意的是，FAMAS F1本身是為發射法國生產的鋼製外殼5.56×45毫米M193子彈而設計，若使用外國製的黃銅外殼子彈會造成膛壓過高和拋殼時彈殼斷裂等嚴重故障，因此法國軍隊嚴格禁止在F1型上使用外國彈藥。雖然把槍膛鍍銘可有效解決大部份上述的問題，但使用黃銅外殼子彈在拋殼時仍然會導致彈殼變形，令彈殼無法在不重塑的情況下循環再用。
後推出的G2型則是為了適應5.56×45毫米北約制式SS109子彈而設計，因此並不存在F1型所出現的問題。G2型也可發射各種舊版M193彈，不過威力較弱。

## 服役

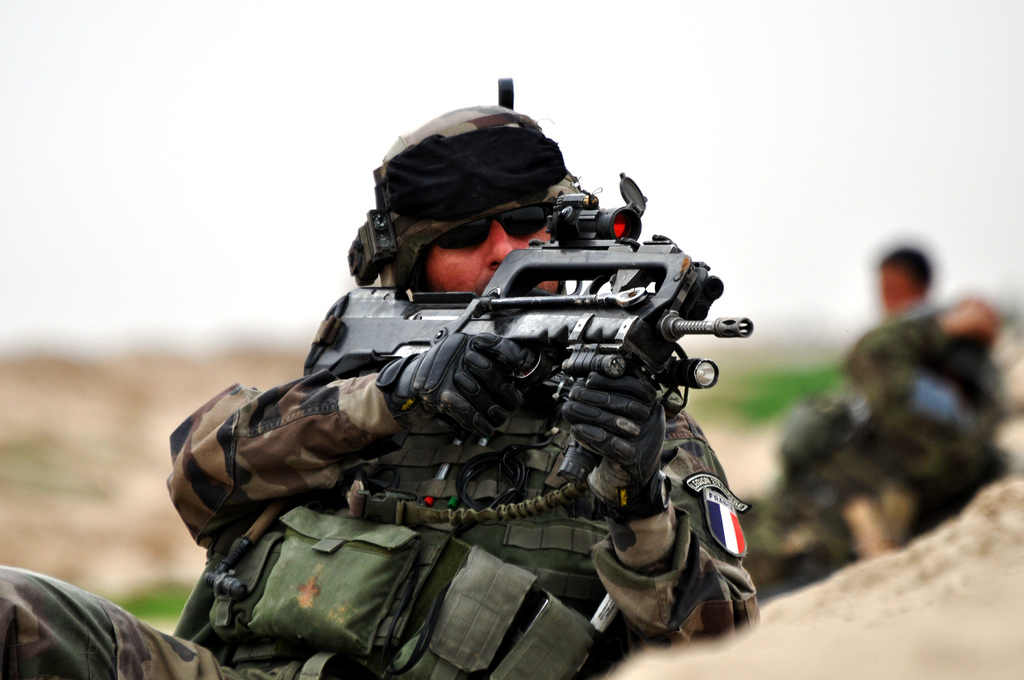
法国士兵使用FAMAS

FAMAS最初的上陣是在1978年的乍得—利比亞衝突，後在1991年參與了沙漠風暴行動及其他維持和平行動。雖然在初期存在一些瑕疵，但法國士兵都普遍認為FAMAS在戰場上非常可靠。另一方面，法軍的特種部隊則多傾向使用進口的步槍（如：M4A1、HK G36K、HK416、SIG SG 551及FN SCAR L等）而較少裝備FAMAS。阿拉伯联合酋长国曾經從法国少批量进口了FAMAS F1，吉布提等部份前法國殖民地國家由於仍然與法國關係密切，故也有裝備FAMAS F1。
菲律賓、泰國和印尼等國也进口了FAMAS G2，主要用於裝備特種部隊。

## 型號

法軍FAMAS F1配發的APAV40槍榴彈

FAMAS F1與FAMAS G2

### FAMAS F1
FAMAS F1是最早期設計，配有25發直彈匣，附有提高射擊精度的兩腳架，雖結構堅固，但長度不可調整。底座為塑料，平時摺疊在上護木的兩側，使用時須將腳架旋出到最大位置，整個腳架的重量只有6盎司。FAMAS F1可發射22毫米槍榴彈，附有槍榴彈瞄準標尺，直接射擊時將標尺裝於提把上方；間接射擊時將提把內側的標尺轉至45度或75度。除了槍榴彈外，FAMAS F1亦可加裝M203榴彈發射器，但這種配搭並不常見，只有部份精銳單位和特種部隊使用。FAMAS F1亦有縮短型和半自動型（MAS 223），但產量非常少。
FAMAS F1曾經出口，現早已停產。

### FAMAS G1
FAMAS G1是F1的概念改進型，同樣使用25發直彈匣供彈，原本的F1有約200個零部件，而G1的零部件則減少到只有約150個，同時改進了生產方法以降低成本。G1的扳機護環改為握把護環，並移除了槍口上的槍榴彈發射裝置。G1的射速亦有所提高。
可是G1型由始至終僅處於構想階段，從來沒有投產過，部份設計卻獲G2型所繼承。

### FAMAS G2
FAMAS G2是為了適應北約制式SS109子彈而於1994年設計，主要改良了膛線，令其可同時發射舊式M193彈和SS109彈。為跟上輕武器潮流，該槍亦改用30發STANAG彈匣供彈。部份改進設計則來自沒有投產的G1型，包括加大型扳機護環，以及把護木的材料由塑膠改為強化玻璃纖維。除了作出口用途外，法國海軍於1995年也購買了一些G2，主要列裝於海軍步兵和海軍突擊隊。而法國陸軍則繼續裝備原來的F1型。

### FAMAS Félin
FAMAS Félin是法軍的未來單兵戰鬥系統（Fantassin à Équipements et Liaisons INtégrées）的改進版本（類似美軍的陸地勇士戰鬥系統）。Félin基於F1的設計作改進，主要移除了整個提把並改為皮卡汀尼導軌、拉機柄改在左側、加裝內藏雷射測距儀、瞄準鏡和火控系統等整合裝置，另外亦加裝了固定前握把，內有按鈕式控制台。FAMAS Félin不配備額外配件的單獨使用版本為FAMAS Valorisé，（Valorisé在法語中意指“升級”）。

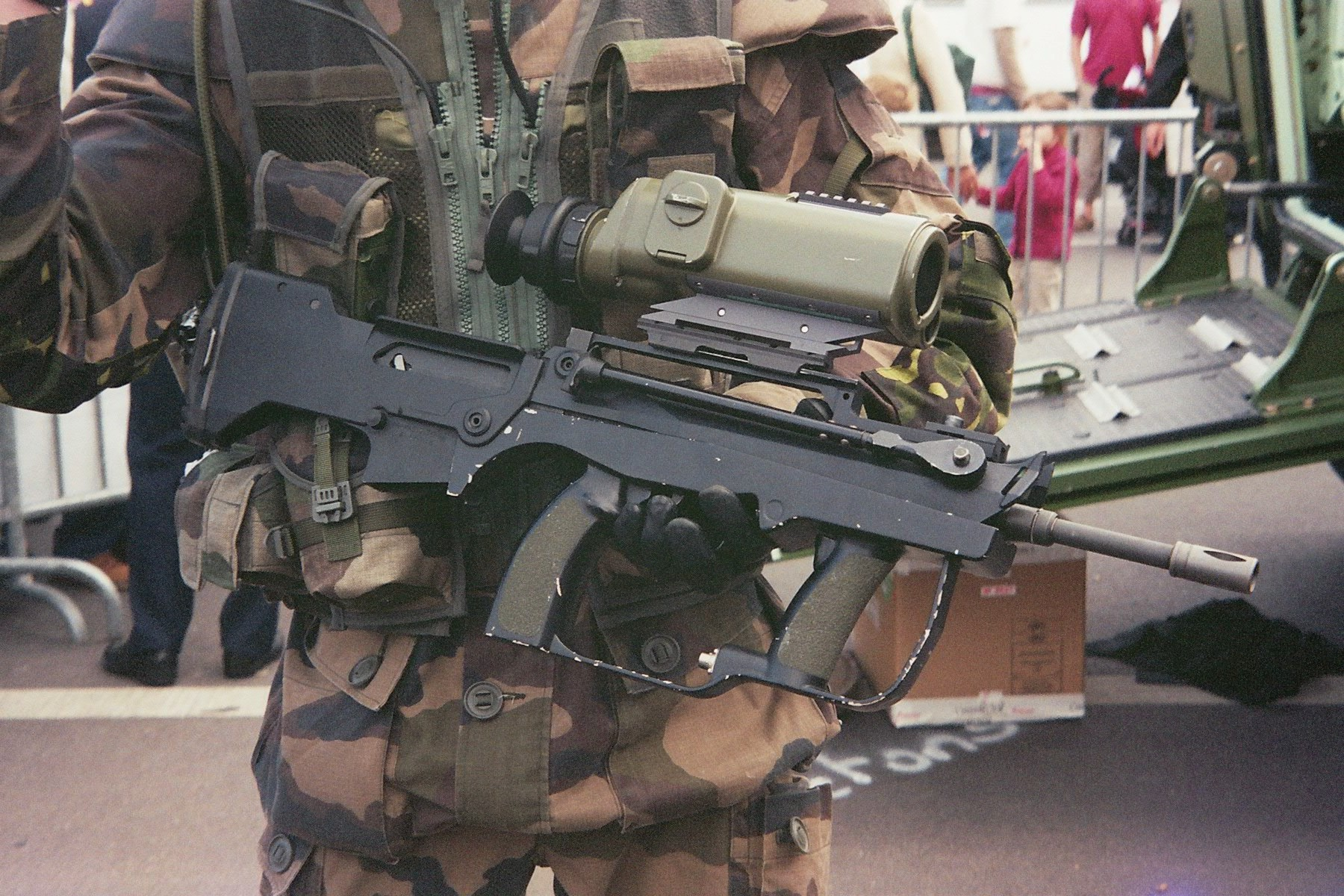
FAMAS Félin早期型
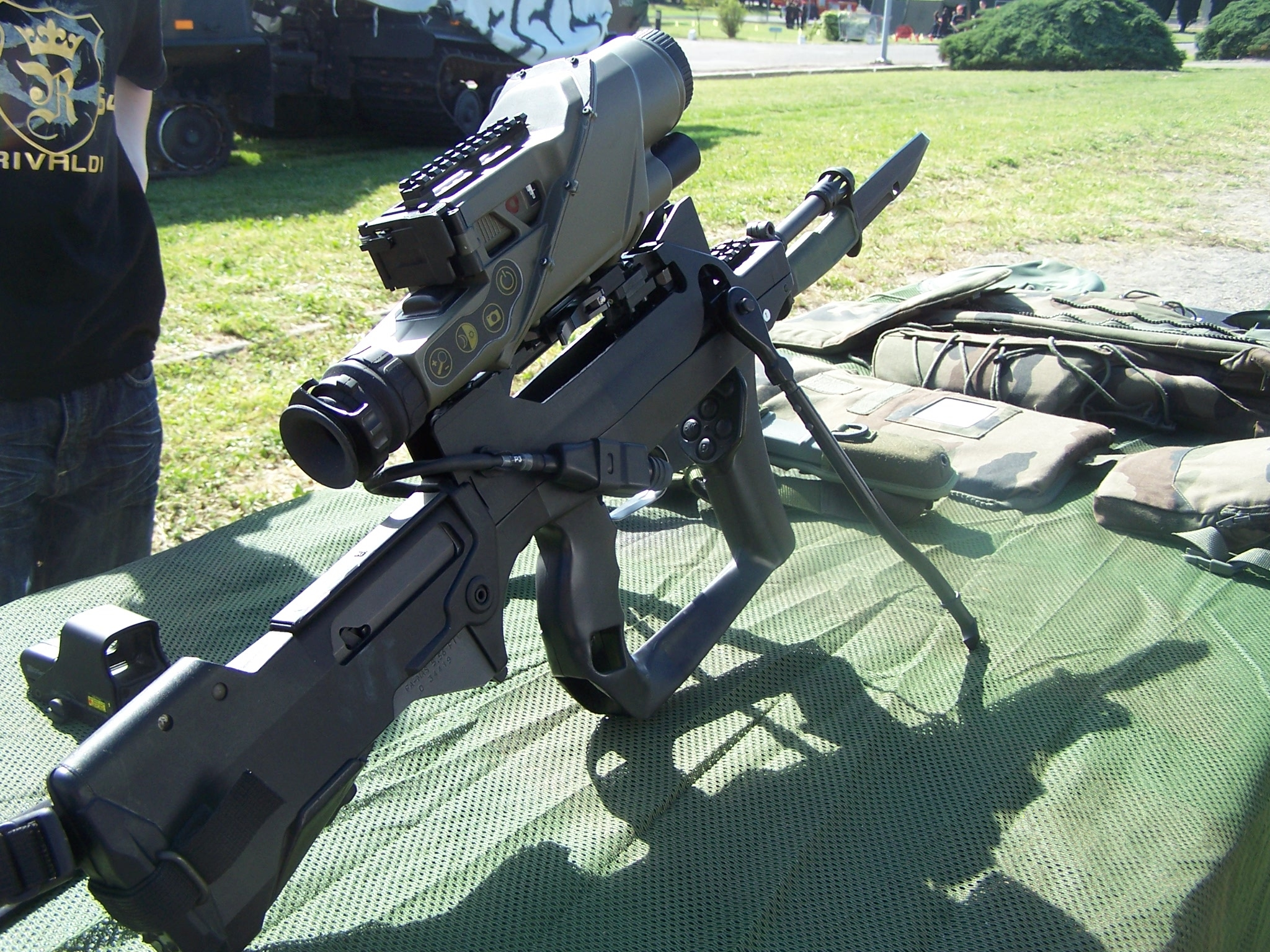
2008年版的Félin
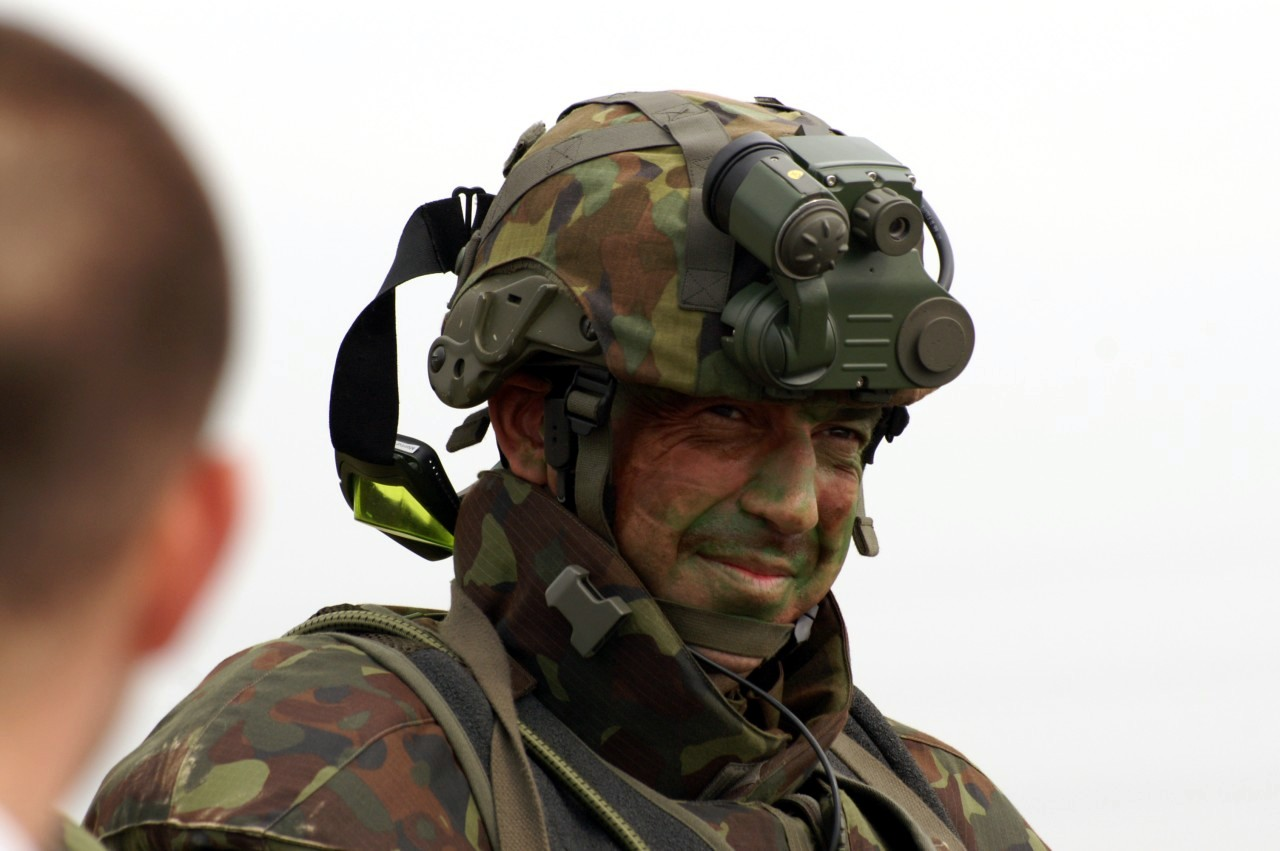
Félin戰鬥系統的影像整合頭盔
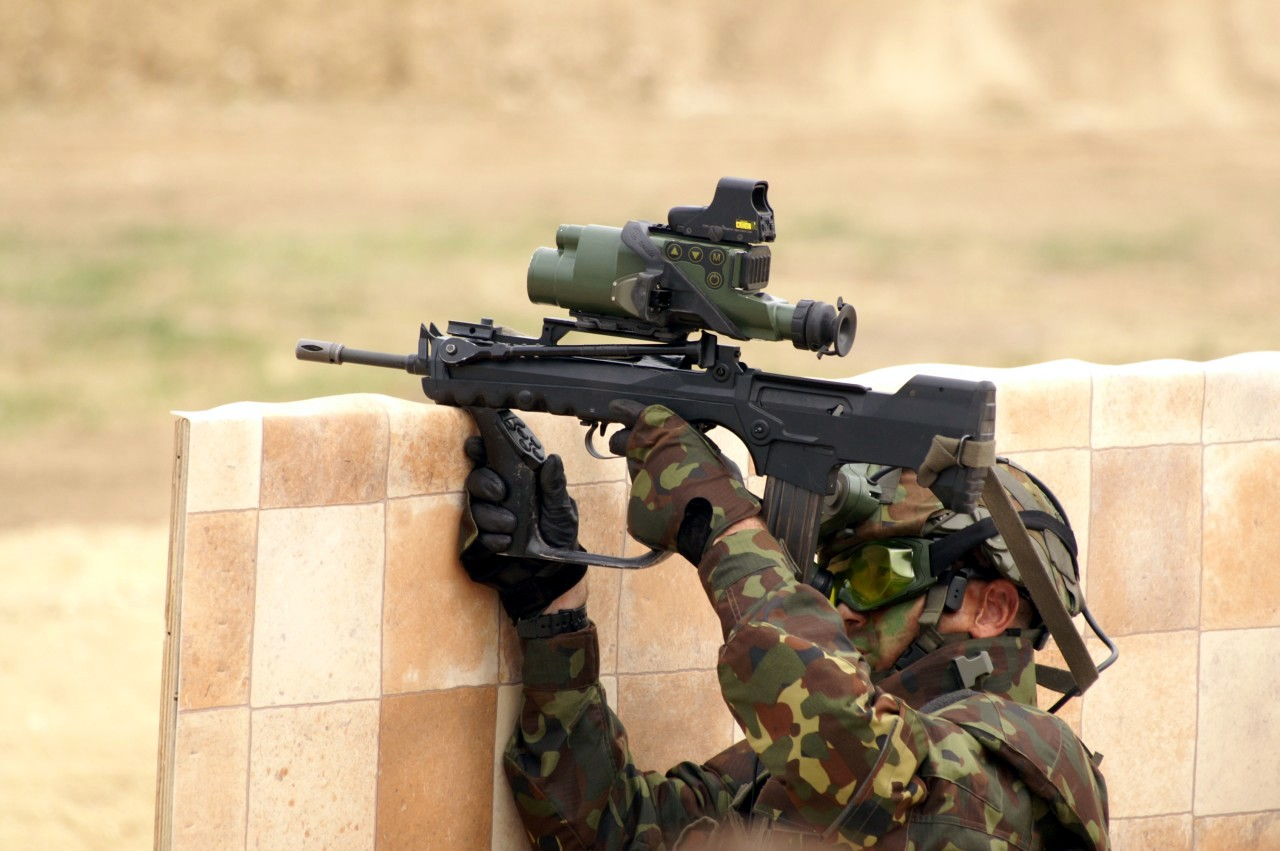
前握把內有按鈕式控制台

### MAS 223

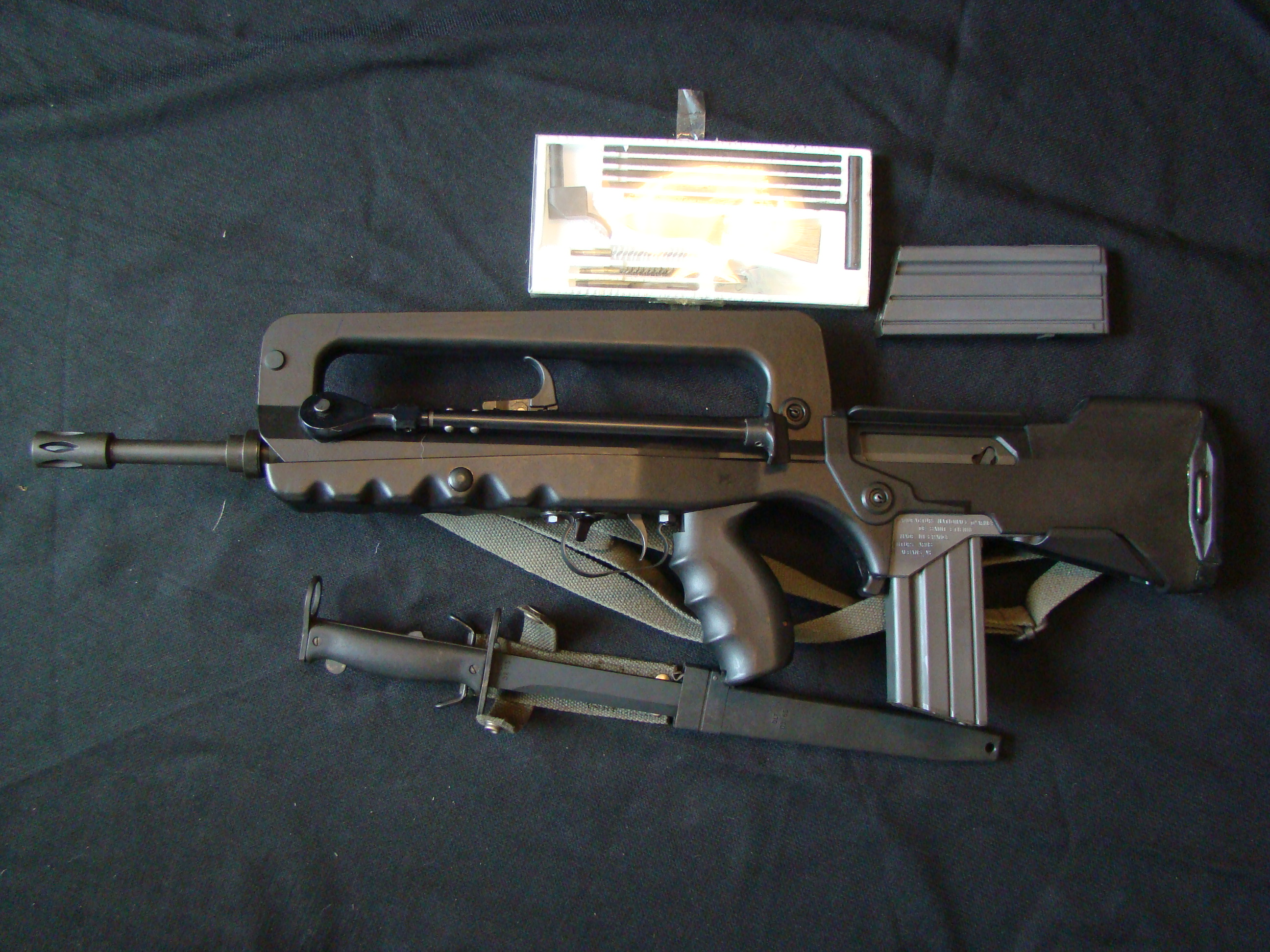
一把MAS 223

美國世紀武器於1980年代進口了少量FAMAS F1的半自動版本，是為MAS 223。可是由於銷量不佳，該槍早已停產，世紀武器也中止了進口。目前在美國民間市場上只有極少量的MAS 223出售，而且價格高達25,000美元，也沒有備用零件可用。

## 使用國
- 阿根廷
- 巴西
- 柬埔寨
- 喀麦隆
- 哥伦比亚
- 法國

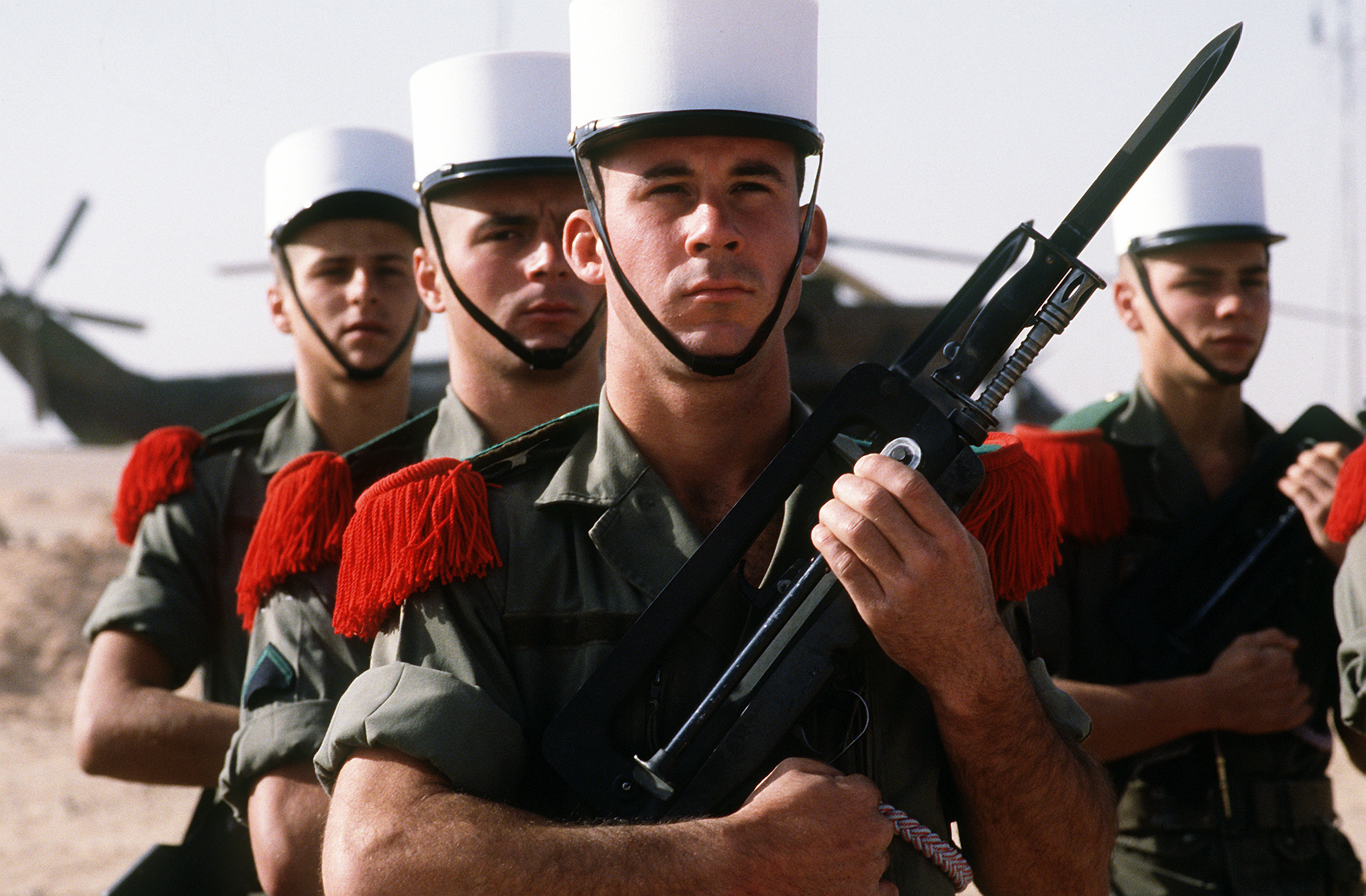
裝備FAMAS F1的法國外籍兵團第2外籍傘兵團

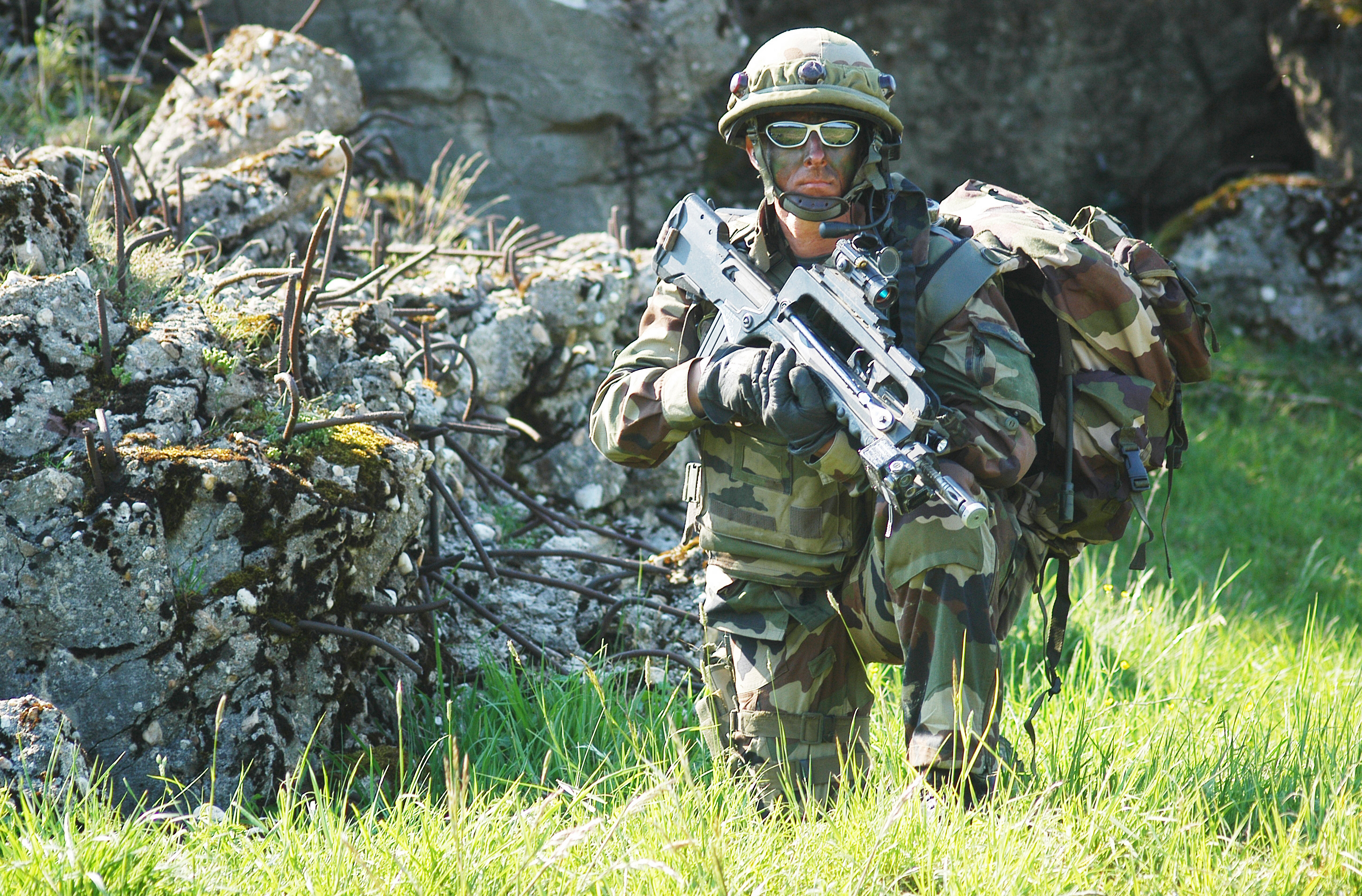
裝上Aimpoint紅點鏡的FAMAS F1

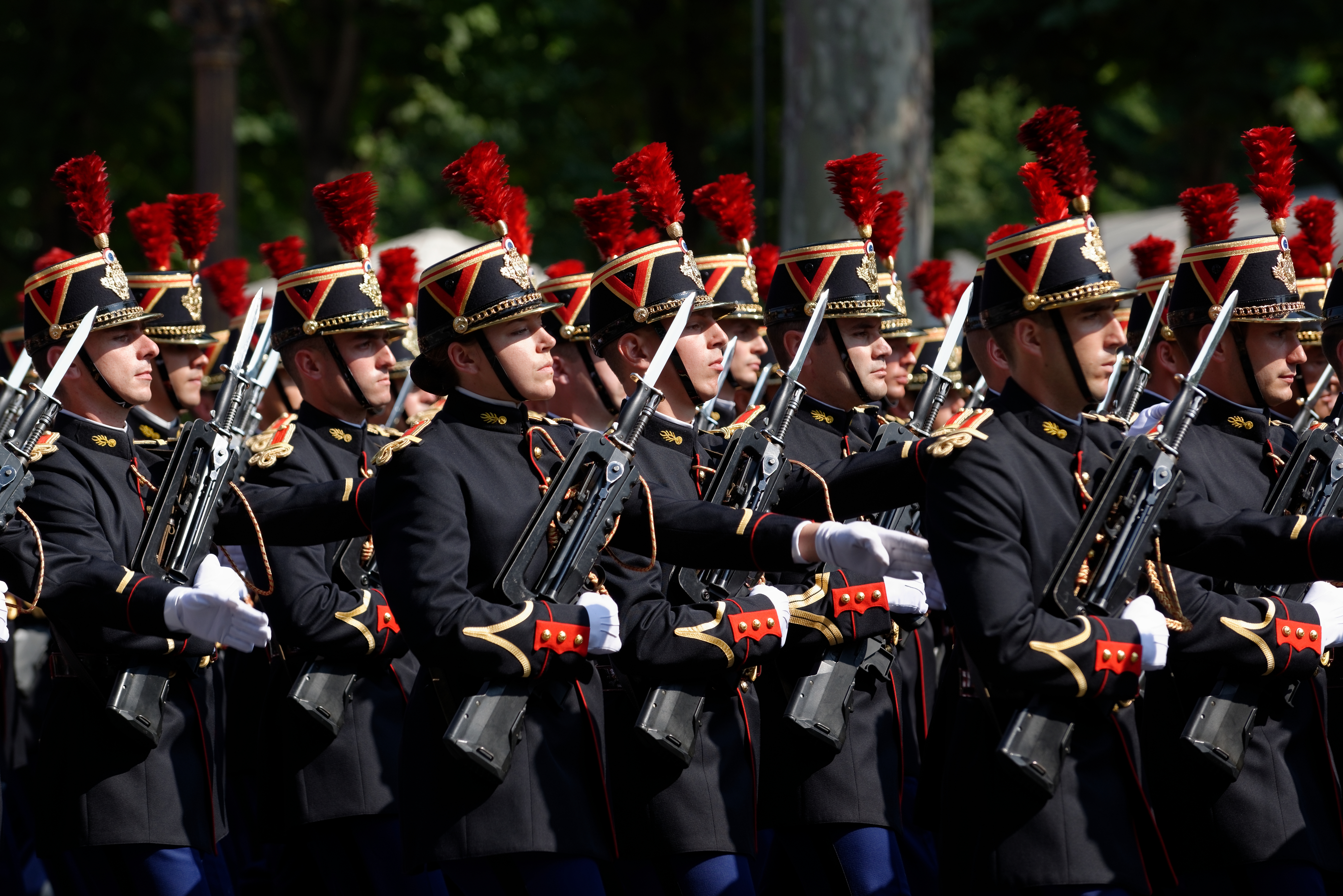
於2013年閱兵中的法國共和國衛隊士兵

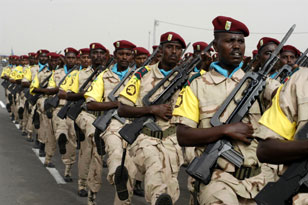
裝備FAMAS F1的吉布提陸軍

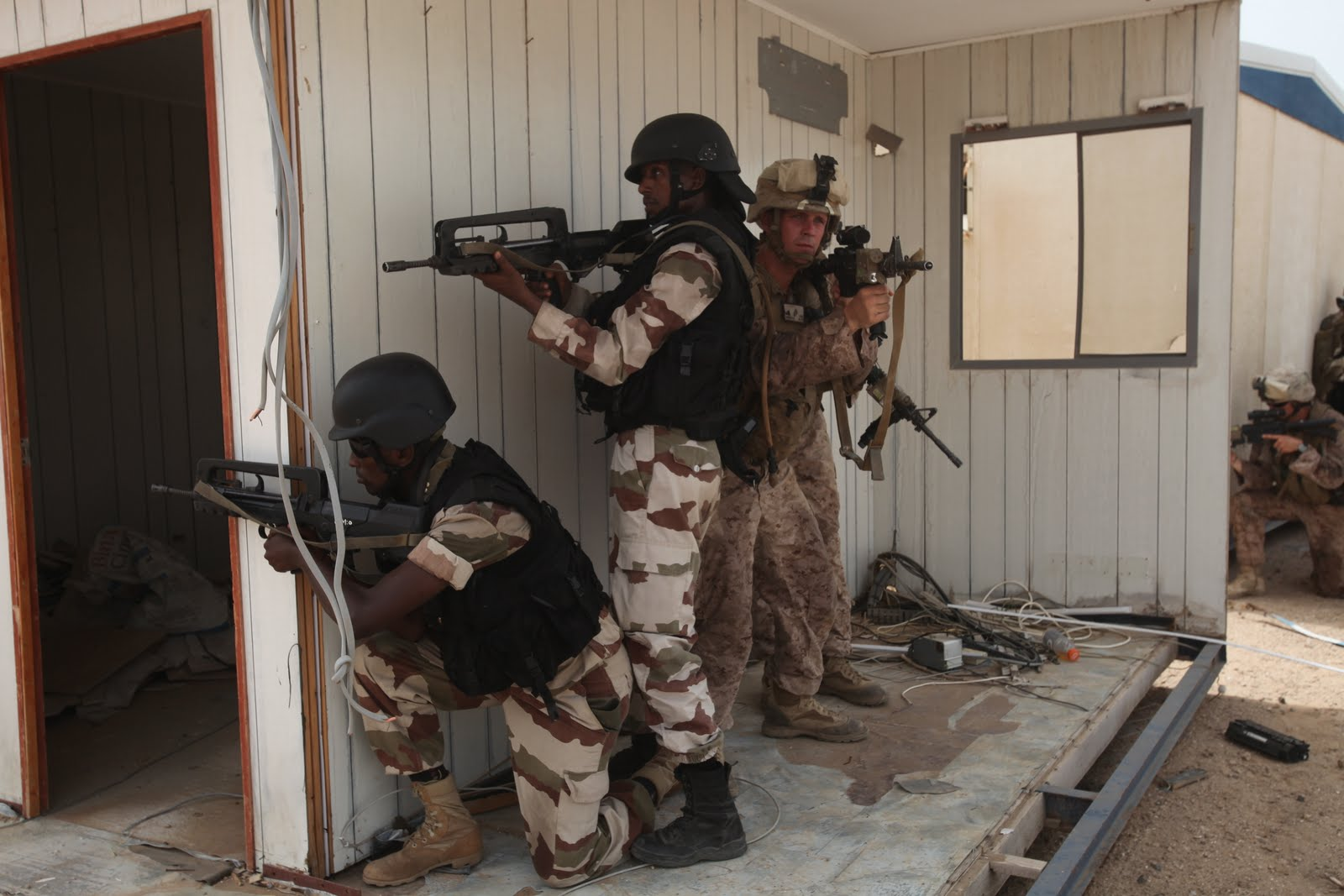
與美國海軍陸戰隊進行聯合演練的吉布提憲兵干預組

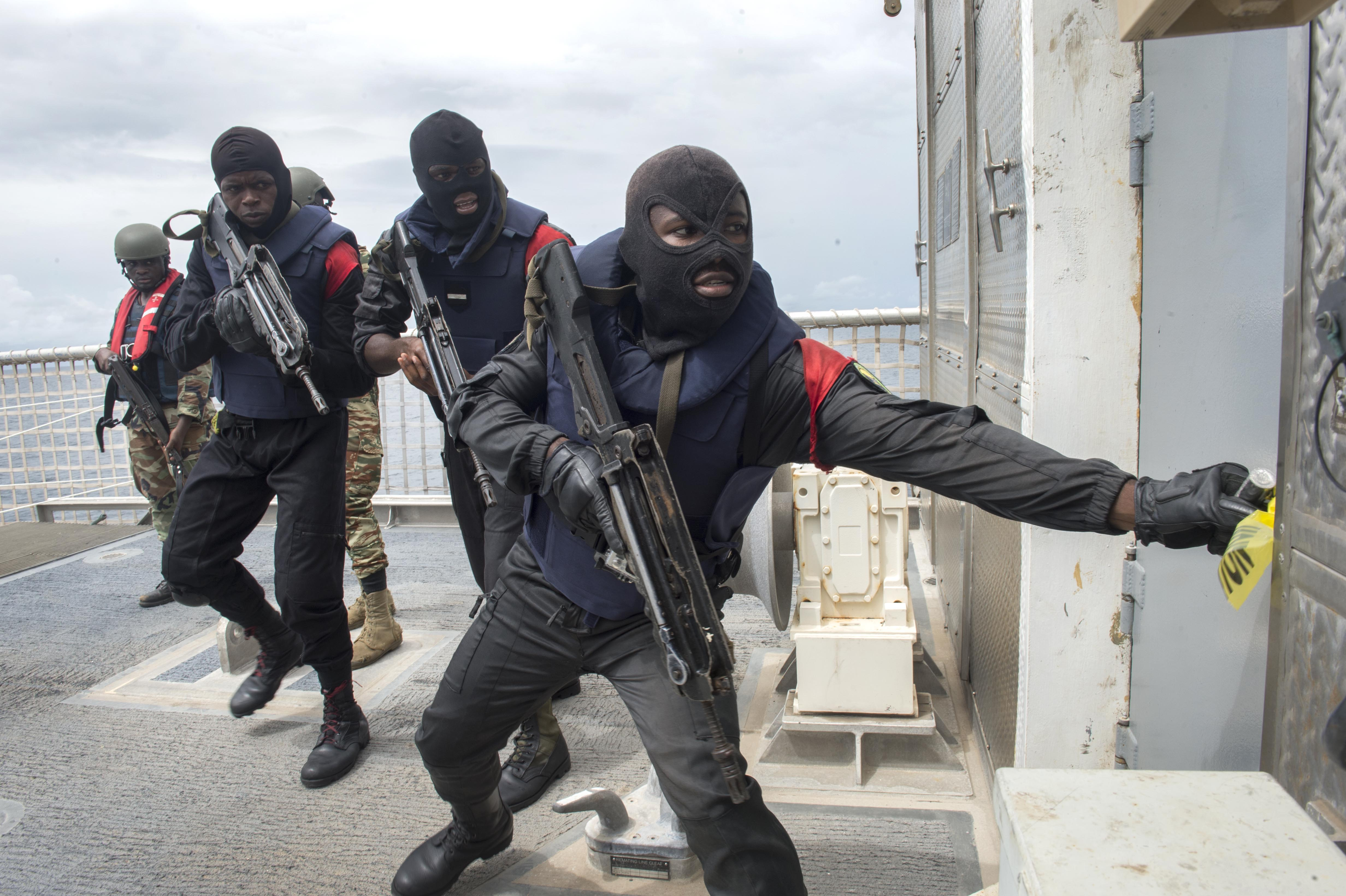
加蓬士兵裝備的FAMAS F1

  - 法國武裝部隊（目前正被HK416F取代中）
- 加彭
- 印度尼西亞
  - 印尼國民軍特種部隊
- 伊拉克
- 黎巴嫩
- 摩洛哥
- 菲律賓
- 塞内加尔
- 塞爾維亞：使用於南斯拉夫戰爭期間繳獲自法軍的FAMAS F1。
  - 特警單位
- 叙利亚：有限使用。
- 泰國
  - 泰國皇家陸軍特種作戰司令部（英语：Royal Thai Army Special Warfare Command）
- 多哥
- 突尼西亞
- 阿联酋
- 乌克兰：俄羅斯入侵烏克蘭期間獲法國軍援FAMAS Valorise。
  - 烏克蘭武裝部隊

## 流行文化

### 電影
- 2011年—《沙漠神兵》：型號為FAMAS F1，由法國陸軍駐防在阿富汗與巴基斯坦邊境的蓋德瑪軍營衛兵所使用。

### 電子遊戲
- 1998年—：在遊戲中作為敵方的美軍次世代特種部隊使用的武器，型號不明。從護弓形狀推測應為FAMAS G2。
- 1999年—及其衍生作品（及Online）：於1.6版本新增的武器，型號為FAMAS F1，命名為“Clarion 5.56”，作為反恐部隊專用武器登場，可從全自動及三發點放模式進行切換。其中1.6和Online的版本在開火時槍栓會靜止不動，這個問題在一觸即發和次世代中得到修正。
- 2005年—《2》：型號為FAMAS F1，為歐盟陣營醫療兵的配發武器。
- 2005年—《真實計劃》：型號為FAMAS F1，為法國陸軍制式步槍，可裝上的配件包括：M68 Aimpoint紅點鏡、SCROME J4瞄準鏡、EO-TECH全息瞄準鏡及刺刀。擲彈兵版本可發射各種槍榴彈。
- 2007年—《戰地之王》
- 2009年—《2》及重製版：型號為FAMAS F1，命名為“FAMAS”，限定只能三發點放，配備從提把頂部的導軌安裝的Troy（英语：Troy Industries）機械瞄具（奇怪地被前後倒置的安裝），造型上裝有無法使用的AN/PEQ-15雷射瞄準器。戰役模式中由俄羅斯極端民族主義黨武裝力量所使用。聯機模式時於等級4解鎖，並可使用榴彈發射器、下掛式霰彈槍、紅點鏡、全息瞄準鏡、消音器、心跳探測儀、ACOG光學瞄準鏡、熱能探測式瞄具、全金屬披甲彈（英语：Full metal jacket bullet）及延長彈匣（增至45發）。
- 2010年—：型號為FAMAS Valorisé，命名為“FAMAS”，配備從機匣頂部的導軌安裝的Troy（英语：Troy Industries）機械瞄具（奇怪地被前後倒置的安裝），奇怪地會於1960年代出現。戰役模式中由蘇聯軍隊和美國中央情報局特別活動部（於“救贖”關卡中作為玩家角色亞歷克·梅森在內多名特工的主要武器）所使用。在聯機模式於等級14解鎖，能夠使用榴彈發射器、延長彈匣（增至45發）、雙彈匣、火焰噴射器、紅點鏡、下掛式霰彈槍、ACOG光學瞄準鏡、紅外線探測式瞄具、消音器及反射式瞄準鏡。在殭屍模式中有一款稱為G16-GL35的改型。
- 2011年—《3》：型號為FAMAS Valorisé，命名為“FAMAS”，只在聯機模式登場，為突擊兵解鎖武器。
- 2011年—：以FAMAS Valorisé为蓝本的武器，归类为冲锋枪，命名为“Feline”，以60发弹匣供彈。
- 2012年—：型號為FAMAS F1，命名為“F1”，配備從提把頂部的導軌安裝的售後市場機械瞄具，奇怪的以STANAG彈匣供彈，限定只能三發點放。
- 2012年—：型號為FAMAS G2，命名为“FAMAS”，为反恐部隊專用武器，可從全自動及三發點放模式進行切換。使用30发弹匣供彈但只装填25发子弹。
- 2012年—《战争前线》：型号为FAMAS F1，命名为“FAMAS F1”，三发点放，配備從提把頂部的導軌安裝的售後市場機械瞄具，造型上使用25发直型弹匣供彈却奇怪的装填30发子彈，为步枪手专用武器，K点购买，并可以改装枪口配件（通用消音器、突击消音器、突击制退器、突击刺刀）、战术导轨配件（通用握把、突击握把、突击握把架、枪挂型榴弹发射器）以及瞄准镜（EOTECH 553全息瞄准镜、绿点全息瞄准镜、ELCAN SpecterDS瞄准镜、红点瞄准镜、步枪高级瞄准镜、Trijicon ACOG瞄准镜）。加装刺刀时刺刀会奇怪的挂载于在枪管下方而非上方。（这是因为统一模型的缘故，游戏的步枪手专用刺刀为AK枪族所使用的刺刀）
- 2013年—《絕對武力Online 2》：型號為FAMAS F1，命名為“FAMAS”，可從全自動及三發點放模式進行切換。為反恐部隊專用武器。
- 2013年—：型號為FAMAS Valorisé，命名為「FAMAS」，載彈量25+1發，單人模式中能夠由主角丹尼爾·雷克（Daniel Recker）所使用。聯機模式中為突擊兵的解鎖武器。
- 2013年—《2》：型號為FAMAS F1（預設）及G1（使用G2握把後），命名為「Clarion Rifle」，奇怪的可裝塡30發子彈。
- 2013年—：以FAMAS Valorisé为蓝本的武器，归类为冲锋枪，命名为“Feline”，以60发弹匣供彈。
- 2013年— 《俠盜獵車手Online》：作為DLC的一部分，「犢牛式步槍」升級後的「犢牛式步槍mkⅡ」即為以FAMAS G2為整體架構，並融合了Kel-Tec RFB、95式等步槍部分元素設計而成。[2]
- 2014年—：型號為FAMAS F1，命名為“F1”，配備從提把頂部的導軌安裝的售後市場機械瞄具，奇怪的以STANAG彈匣供彈，限定只能三發點放射擊。
- 2015年—：型號為FAMAS F1，命名為「F2」，配備從提把頂部的導軌安裝的售後市場機械瞄具，由國家憲兵干預組幹員所使用。
- 2015年—：資料片「劫案」新增武器，型號為FAMAS Valorisé，命名為「FAMAS」，與前作最大區別為射速比真槍要低（850發／分鐘），歸類為突擊步槍，載彈量25+1發，能夠由執法機關和罪犯兩方操作者（Operator）所使用，價格為$51,000。可加裝各種瞄準鏡（反射、眼鏡蛇、全息瞄準鏡（放大1倍）、PKA-S（放大1倍）、Micro T1、SRS 02、Comp M4S、M145（放大3.4倍）、PO（放大3.5倍） 、ACOG（放大4倍）、PSO-1（放大4倍）、IRNV（放大1倍）、FLIR（放大2倍））、附加配件（傾斜式紅點鏡、延長彈匣（增至30+1發）、電筒、戰術燈、激光瞄準器、穿甲曳光彈）、槍口零件（制退器、補償器、重槍管、抑制器、消焰器）及握把（垂直握把、粗短握把、直角握把）。
- 2019年—：型號為FAMAS F1（預設），命名為“FR 5.56”，配備從提把頂部的導軌安裝的售後市場機械瞄具，限定只能夠使用三發點放或單發射擊，奇怪地裝有導氣式槍械才有的導氣管。戰役模式中由烏茲克斯坦解放軍和阿蓋塔拉恐怖組織所使用。聯機模式中為解鎖武器，並可作定制改裝。使用某些武器藍圖後會變成FAMAS Valorisé。
- 2020年—《決勝時刻：黑色行動冷戰》：為一種以FAMAS Valorisé為藍本的架空武器，命名為“FFAR 1”。
- 2021年—《PUBG Mobile》：為一種以FAMAS-F1 為藍本的5.56自動步槍。命名為“FAMAS”，有自動、連發、單發三種模式，有槍口、彈夾、瞄準鏡及側瞄準鏡四種配件。目前只有在利維科地圖出現。
- 2021年—《蔚藍檔案》：一之瀨明日奈的固有武器「Surprise Party」原型。
- 2022年—《決勝時刻：現代戰爭II 2022》：型號為FAMAS Valorisé，命名為“FR ADVANCER”，於第五季實裝。
- 2023年—《決勝時刻：Mobile》：在新賽季中作為新槍推出，命名為“FFAR 1”，在槍匠中可以替換的配件有很多，有自己的一款神話造型，名為“ffar1 無境空刃”。
- 2023年—《決勝時刻：現代戰爭III 2023》：型號為FAMAS F1，命名為“FR .556”，只能使用三發點放或單發射擊。

### 动画
- 1998年—《蠟筆小新：電擊！豬蹄大作戰》：型號為FAMAS F1，由肌肉（CV：玄田哲章）所使用。
- 2002年—《Macross Zero》，第三集，一名聯合軍士兵在黑鷹直升機上手持FAMAS步槍向機外掃射。
- 2011年—《Darker Than Black -漆黑之花-》：型號為FAMAS G1，由叛逃中的前犯罪集團契約者及法軍士兵所使用。

### 輕小說
- 2014年—《刀劍神域外傳Gun Gale Online》：由山姆所使用。

## 資料來源
1. ↑  .   [2017-03-22]. （原始内容存档于2016-11-09）.
2. ↑  .   [2021-11-30]. （原始内容存档于2021-11-30）.

- （英文）—Modern Firearms-FAMAS（页面存档备份，存于）
- （英文）—remtek.com-FAMAS（页面存档备份，存于）
- （英文）—FAMAS使用手冊（PDF格式）（页面存档备份，存于）
- （英文）—FELIN Infantry Combat Suite
- （中文）—D Boy Gun World（槍炮世界）—FAMAS（页面存档备份，存于）